# Minden City
Minden City é uma vila localizada no estado americano de Michigan, no Condado de Sanilac.

## Demografia
Segundo o censo americano de 2000, a sua população era de 242 habitantes.
Em 2006, foi estimada uma população de 235, um decréscimo de 7 (-2.9%).

## Geografia
De acordo com o United States Census Bureau tem uma área de
2,9 km², dos quais 2,9 km² cobertos por terra e 0,0 km² cobertos por água. Minden City localiza-se a aproximadamente 258 m acima do nível do mar.

## Localidades na vizinhança
O diagrama seguinte representa as localidades num raio de 24 km ao redor de Minden City.